# 추아소이렉

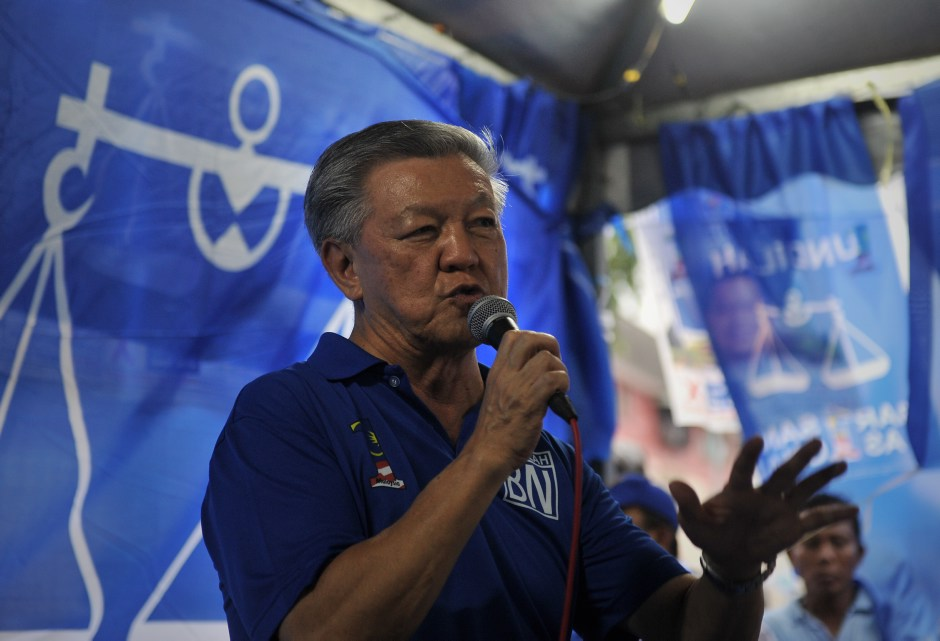

추아소이렉(Chua Soi Lek, 한국어: 채세력, 중국어 간체자: 蔡细历, 정체자: 蔡細歷, 병음: Cài Xìlì, 1947년 1월 2일 ~ )은 말레이시아의 중국계 정치인이다.
2004년 3월 24일부터 말레이시아화교협회(MCA)의 부총재와 보건부 장관직을 맡아왔다. 그러나 2008년 1월 1일 추아는 조호르주에서 유통 중인 섹스 DVD에 출연한 사람이 자신이라는 사실을 인정하고, 이튿날 모든 정치직에서 사임했다. DVD에 같이 찍힌 여성은 2,30대의 여성으로, 추아는 그녀를 개인적인 친구라고 밝혔다. 이 DVD 영상은 호텔에 설치된 폐쇄 회로 텔레비전에 의해 녹음된 것으로 보이지만, 호텔의 위치와 촬영 일자는 알려지지 않았다.